# Sophie de Bawr

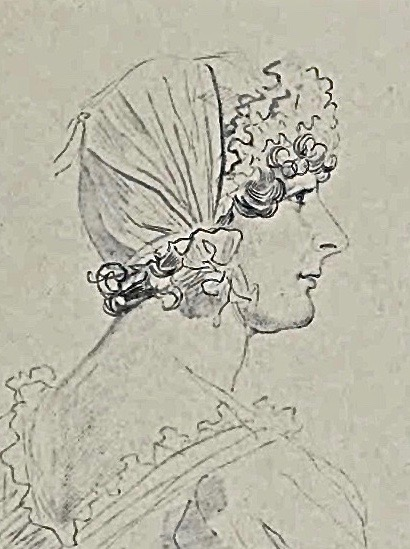
Sophie de Bawr, 1810 (Gérard).

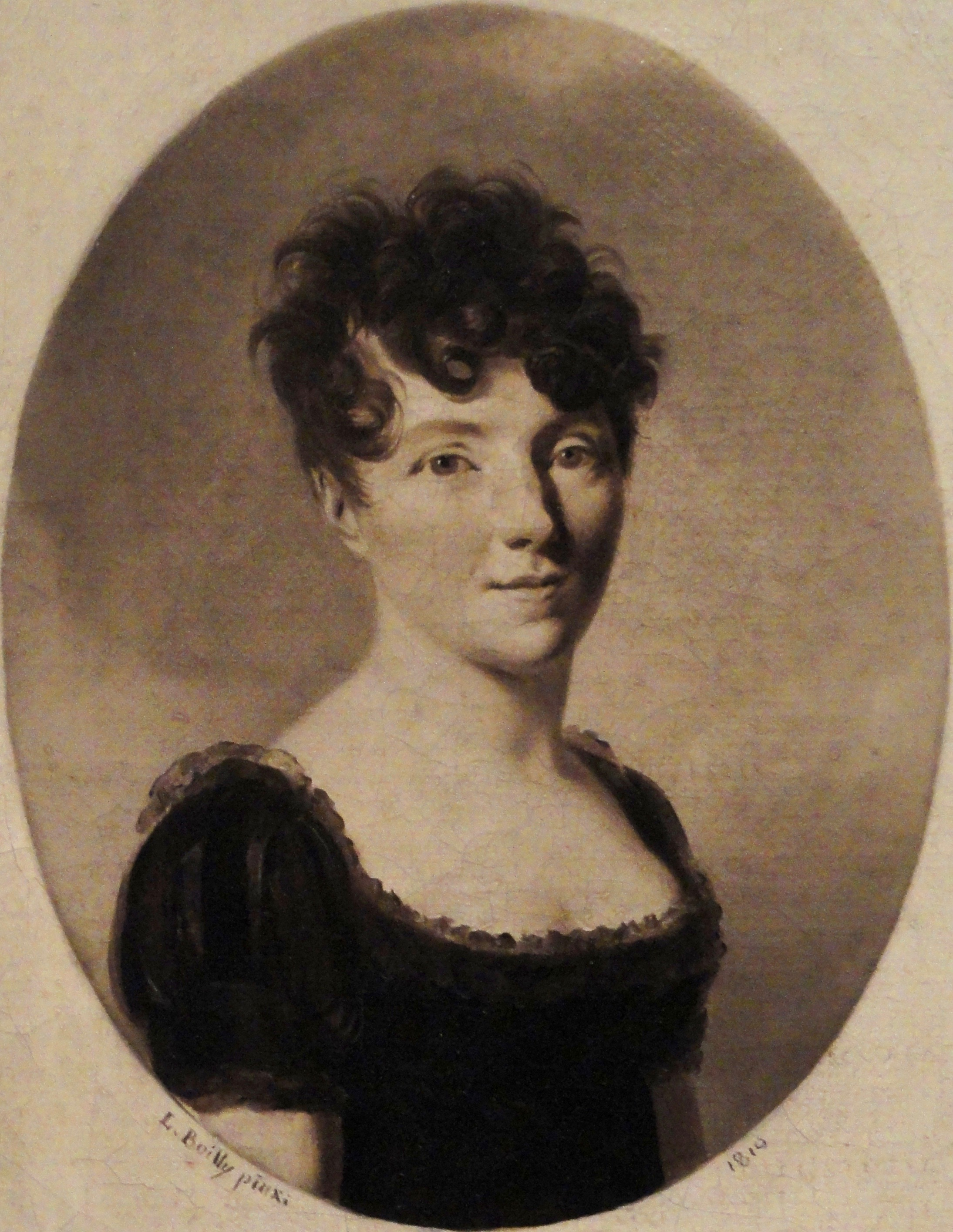
Sophie de Bawr, 1810 (Boilly).

Alexandrine-Sophie Goury de Champgrand, geschiedene de Saint-Simon, verwitwete de Bawr (* 8. Oktober 1773 in Paris; † 31. Dezember 1860 ebendort), war eine französische Komponistin, Theater- und Romanautorin.

## Leben
Virginie Ancelot schrieb über Sophie de Bawr: „Wenn man alles sagen könnte, gäbe ihr bewegtes Leben einen interessanteren Roman ab als die Romane, die sie schrieb (…)“ Sophies Jugend war von drei „Liebeskatastrophen“ geprägt. Doch das Geheimnis, wie sich diese genau abgespielt hatten, nahm sie mit ins Grab. Die wenigsten Darstellungen ihres Lebens halten Fakten und Fabeleien in ausreichendem Maß auseinander.

### Tochter eines Spielklubbetreibers
Sophie wurde unehelich geboren. Ihr Vater Charles-Jean Goury de Champgrand (1732–1799) war als Dragoneroffizier im Siebenjährigen Krieg Adjutant mehrerer Heerführer gewesen und im Jahr ihrer Geburt zum Ludwigsritter ernannt worden. Den Titel Marquis dagegen scheint er sich angemaßt zu haben. Die 40 000 Livres Rente, über die er zeitweise verfügt haben soll, waren durch Spekulation erworben. Nach seiner Ernennung zum Oberstleutnant im Jahr 1779 scheint er keinen Militärdienst mehr geleistet zu haben. Er hatte diesen bereits früher unterbrochen und Bücher über die Jagd veröffentlicht. In den 1780er Jahren war er einer der aktivsten Gemäldehändler. 1783 begleitete er den späteren Herzog von Orléans nach England.

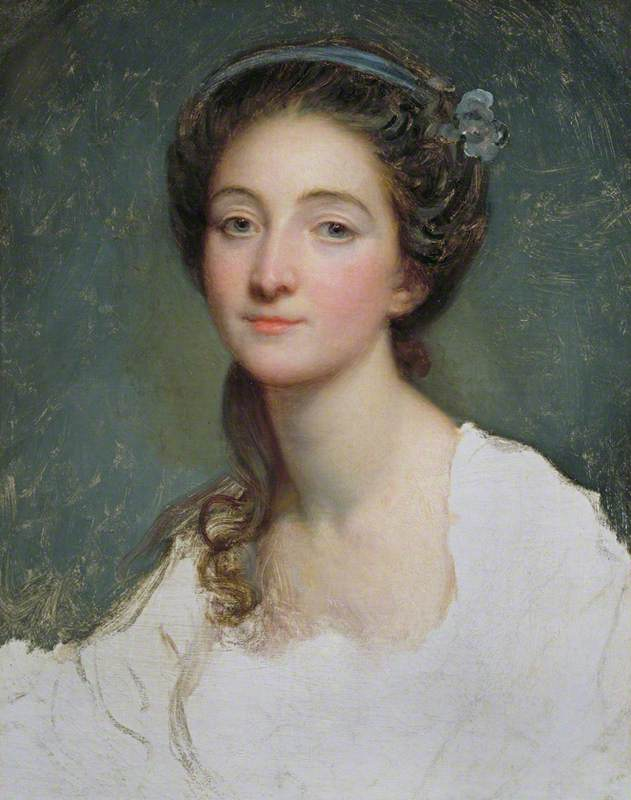
Sophie Arnould, ca. 1773 (Greuze).

Sophies Mutter Madeleine-Virginie Vian, die Sängerin gewesen sein soll, existiert in den Archiven der Pariser Oper nicht. Es heißt, sie sei zwei Jahre nach Sophies Geburt nach Russland gegangen und habe dort einen Adligen geheiratet. Umso bekannter war Sophies Patin, die geistreiche Opernsängerin und Libertine Sophie Arnould (1744–1802), welche Sophie später ohne Rücksicht auf die Chronologie in einen ihrer historischen Romane schmuggelte. Ein Biograf Sophie Arnoulds schreibt: „Demoiselle V., eine Freundin von Sophie, war niedergekommen und ließ diese Letztere bitten, Patin des Kindes zu sein (…)“ Pate war nach derselben Quelle einer der unehelichen Söhne Sophie Arnoulds. Wäre Sophie in Wirklichkeit ebenfalls ein uneheliches Kind von Sophie Arnould gewesen, wie Olivier Blanc mutmaßte, hätte dies die Klatschpresse herausbekommen. Außerdem trug schon eine Tochter Sophie Arnoulds die Vornamen Alexandrine-Sophie. Eine ältere Tochter Champgrands namens Henriette soll noch schöner als Sophie gewesen sein. Angeblich starb sie mit 16 Jahren an Tuberkulose. Es ist aber auch eine Äußerung Sophies überliefert, wonach Henriette ihr (die damals schwanger war) 1794 beigestanden habe. Vor der Revolution durften die Schwestern manchmal an Festen teilnehmen, welche für die Söhne des Herzogs von Orléans in Monceaux veranstaltet wurden.
1785 soll Sophies Vater mit Aktien der Französischen Ostindienkompanie spekuliert haben. Um dieselbe Zeit bezog er zwei übereinander liegende Appartements im Arkadentrakt des Palais-Royal, den der Herzog von Orléans errichten ließ. Unterhalb davon befindet sich noch heute das 1787 eröffnete Café Corrazza. Im 1. Stock betrieb Champgrand, der im 2. Stock wohnte, den Spielsalon Club des Arcades. Sophie Arnould scheint sich daran beteiligt zu haben. Die Leitung eines solchen Etablissements war damals nicht ehrenrührig. Dazu ging im Club des Arcades offenbar alles mit rechten Dingen zu. Es heißt aber auch, der Volksmund habe ihn Club du Pince-Cul (Bordellklub) genannt. 1785–1788 soll Sophies Vater Associé eines vermeintlichen Sohnes des österreichischen Staatskanzlers Kaunitz, Berchtold Graf Proli, gewesen sein. 1786 habe er mit diesem beim Kauf von Gemälden für 170 000 Livres halbe-halbe gemacht. Proli bewohnte damals ein Zimmer in Champgrands Wohnung. Kapital für dessen Klub soll 1787 der Plantagenbesitzer Louis-Marie-Joseph Aucane aus Martinique zur Verfügung gestellt haben.
Prolis Freund Busscher de l’Épinoy kam oft zu Champgrand, um dessen Kinder Musik machen zu hören. Von Élise Gagne wird Sophie eine außergewöhnliche Fähigkeit zugeschrieben, Noten auswendig zu lernen und Schauspieler nachzuahmen. Sie erhielt von André-Ernest-Modeste Grétry Kompositions- und von Pierre-Jean Garat Gesangsunterricht. Ihre schöne Stimme aber soll sie früh verloren haben. Immerhin blieb ihr davon so viel, dass sie um 1810 im Haus der Malerin Élisabeth Vigée-Lebrun mit Erfolg als Soubrette auftreten konnte. Und noch mit 86 Jahren sang sie am Klavier eine selbstvertonte Romanze von Alfred de Musset. Ob Sophie in einer Klosterschule oder einem Pensionat erzogen worden war und welchen Unterricht sie in Geistes- und Naturwissenschaften erhielt, ist unbekannt.
1789 beteiligte sich Champgrand an der Revolution. Aucane soll nun die Aktienmehrheit des Club des Arcades erworben haben, welcher 1790 der meistbesuchte Spielsalon des Palais-Royal gewesen sei. Der Palast – 1792 in Maison-Égalité umgetauft – wurde zum Hauptquartier der Schwarzen Bande, welche die zu Nationalgütern erklärten Besitzungen des Klerus und der Emigranten aufkaufte. Sophies Vater erwarb selber ein Nationalgut in Saint-Mandé. G. Lenotre behauptete: „Champgrand gehörte zu jenen seltsamen, frivolen, skeptischen, vergnügungslustigen, kurz ziemlich irregeleiteten Leuten, für welche die Revolution nur ein vorübergehender festlicher Trubel war.“ In seinem Salon verkehrten Künstler wie Grétry, vor allem aber Politiker aus dem Umfeld des Herzogs von Orléans (damals Philippe Égalité), zu dessen wichtigsten Agenten Sophies Vater gehört haben soll. Richard Khaitzine schreibt: „Goury de Champgrand stand zusammen mit seiner Tochter (…) im Zentrum der politischen Geschichte der Revolution und empfing alle, die sich unter dem Banner der Montagnards versammelten.“

### Heimliche Ehe mit einem Fürsten
Als früherer Associé von Proli, dem man Agententätigkeit für Österreich vorwarf, wurde Champgrand verdächtigt, dessen Komplize zu sein. Er kam deswegen 1793 in Haft, wurde aber wieder freigelassen. Bei einer Hausdurchsuchung fand man dann in Sophies Zimmer den früheren Fürsten Jules-Armand-Camille Guethenoc de Rohan-Rochefort (1770–1794). Er hatte sich zur Revolutionsarmee gemeldet, den Dienst aber nicht angetreten. Er erklärte, mit „Bürgerin Champgrand“ bekannt und befreundet zu sein. Gabriel Vauthier bezeichnete Berichte als glaubhaft, wonach die beiden heimlich geheiratet hatten. In der Folge wurde Sophies Vater (wegen Beherbergung eines Verdächtigen) erneut verhaftet.
Sophie wurde auch von Proli umworben, der aus Eifersucht auf Rohan das Domizil gewechselt haben soll. Bevor er untertauchte, scheint er die Champgrands oft besucht zu haben. Sein früherer Diener gab zu Protokoll, dies sei wohl „mehr wegen der Tochter als wegen des Vaters geschehen“. Dabei sei es Proli keineswegs ums Heiraten gegangen. Champgrand hingegen beteuerte, Proli nur noch selten zu sehen. Allerdings habe dieser vor Kurzem einmal mit dem Dichter Fabre d’Églantine und zweimal mit seiner Tochter und dem Ehepaar Grétry bei ihm gegessen.

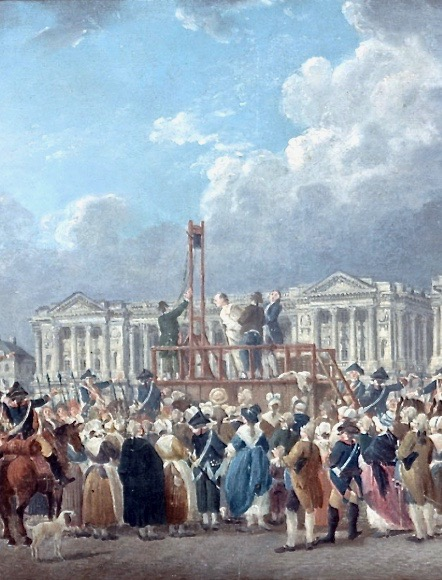
Hinrichtung auf der Place de la Révolution (Demachy).

Während ihr Vater und ihr Gatte im Gefängnis saßen, wurde Sophie zu Hause von einem Invaliden bewacht. Grétry, der wieder Werke auf die Bühne bringen wollte, wagte nicht, sie aufzunehmen. Witwe und Töchter des schwedischen Miniaturmalers Peter Adolf Hall dagegen, der Sophie als „Adoptivtochter“ betrachtet hatte, sollen mit ihr das Brot geteilt haben. Sophie ihrerseits habe den Vater im Gefängnis versorgt. 1794 wurde Proli verhaftet und starb unter der Guillotine. Nachdem man in Rohans Zelle eine Brieftasche unbekannten Inhalts gefunden hatte, wurde auch er als „Agent des Auslands“ hingerichtet. Champgrand hingegen überlebte die Herrschaft Robespierres, vielleicht weil er bestritt, adlig zu sein, und weil Sophie in einer Bittschrift geltend machte, er habe am Sturm auf die Bastille teilgenommen.
In der Folge soll Sophie einen Sohn geboren haben, von der Familie Rohans aber nicht als dessen Witwe anerkannt worden sein. Gemäß ihren Erinnerungen verbrachte Grétry den Sommer 1796 bei ihnen in Saint-Mandé. Das Kind soll nur bis 1797 gelebt haben. Es existiert ein Miniaturporträt, auf dem es die Urne seines Vaters umarmt. Champgrand betrieb mit vier Kompagnons den Club des Arcades weiter. Gemäß Direktoriumsmitglied Barras arbeiteten sie vermutlich mit Kapital aus dem bourbonischen Spanien. Die Spielsalons sollen durchwegs Brutstätten der Konterrevolution gewesen sein. Als der Vater 1799 starb, verlor Sophie das noch nicht abbezahlte Nationalgut. Sie wohnte nun bei den Grétrys.

### Vernunftehe mit einem Frühsozialisten

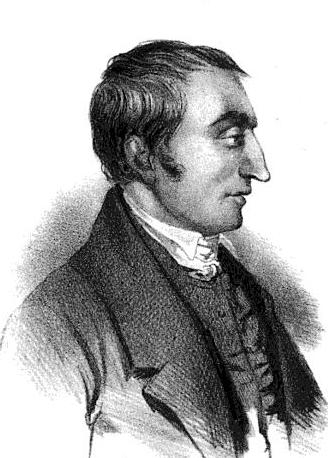
Henri de Saint-Simon (Baugniet).

Vom 7. August 1801 bis zum 24. Juni 1802 war Sophie mit dem Frühsozialisten Claude-Henri de Rouvroy, Graf von Saint-Simon (1760–1825) verheiratet. Der Oberst und Ludwigsritter hatte am Amerikanischen Unabhängigkeitskrieg teilgenommen und in verschiedenen Ländern Kanalbau- und Feldzugsprojekte geschmiedet. Nach der Revolution hatte er auf den Grafentitel verzichtet. Als Associé des preußischen Gesandten in London hatte er Nationalgüter erworben und an Bauern weiterverkauft, nicht ohne damit reich zu werden. Sein revolutionärer Eifer war so weit gegangen, dass er die Bleidächer von Notre-Dame zu Gewehrkugeln hatte verarbeiten wollen. Schließlich war aber auch er im Revolutionsgefängnis gelandet.
Jules Michelet beschreibt Saint-Simon als schönen Mann mit großer Nase „à la Don Quijote“. Er habe „in der zynischen Freiheit eines adligen Sansculotten“ gelebt: „(…) selbst Geschäfte und Frauen waren für ihn sichtlich Stoff für Studien, für kühne Experimente.“ 1797 trennte er sich von seinem Geschäftspartner und schloss sich den Theophilanthropen an. 1798 hielt er sich in Montmorency auf, wo Grétry das einstige Domizil von Rousseau erworben hatte. Damals wandte er sich dem Studium der Naturwissenschaften zu. Angeblich vertraute ihm Champgrand auf dem Totenbett die Tochter an.
Als Saint-Simon nach drei Jahren an der École polytechnique an die École de médecine hinüberwechselte, wollte er auch Künstler kennen lernen und sie mit den Gelehrten zusammenbringen. Um dieses „philosophische Projekt“ zu realisieren, brauchte er eine Person, welche die Rolle der Hausfrau übernahm (was zuvor seine Mätressen getan haben sollen). Laut Nicolas-Gustave Hubbard war „Mademoiselle de Champgrand“ perfekt geeignet, die erwähnte Rolle zu spielen, doch habe es ihr fern gelegen, mit Saint-Simon über seine Idee einer Gesellschaftsreform zu diskutieren. Er scheint ihr zuerst vorgeschlagen zu haben, als Haushälterin zu ihm zu ziehen, in welcher Funktion sie jedoch keinen geachteten Salon hätte führen können. Dann soll er den Plan gefasst haben, eine auf drei Jahre befristete Ehe zu schließen und Sophie bei der anschließenden Scheidung abzufinden. Er scheint sich auch damit abgefunden zu haben, dass sie nicht mit ihm schlief und sich mehr für seinen genialen Ziehsohn Siméon-Denis Poisson (1781–1840) interessierte, den er sogar aufgefordert haben soll, Sophie zu schwängern.
Léon Halévy schreibt: „Ein elegantes Appartement (…) in der Rue Vivienne war das Heiligtum, das zu diesem neuartigen Experiment bestimmt war.“ Dort habe sich an zwei Abenden in der Woche versammelt, was in den Wissenschaften, der Literatur und den Künsten Rang und Namen hatte. Sophie soll mit Hilfe Grétrys und des Dramatikers Pineux Duval, die ihre Trauzeugen gewesen seien, Musiker und Literaten beigesteuert haben, was aber jeweils Saint-Simons Zustimmung erforderte. Ein Autor behauptete, es sei bei diesen Einladungen zu Ausschweifungen gekommen. Saint-Simon hingegen erzählte Halévy, Sophie habe „mit viel Grazie und Geist die Honneurs seines Salons gemacht“. Das Ganze sei ihn auf 100 000 Écus (300 000 Francs) zu stehen gekommen.
Der Friede von Amiens ermöglichte dem Philosophen dann, nach England zu reisen. Der entscheidende Grund dafür, dass er sich früher als vorgesehen scheiden ließ, scheint jedoch gewesen zu sein, dass Madame de Staël Witwe wurde. Dies brachte den von messianischem Sendungsbewusstsein Erfüllten auf den Einfall, sich mit der klügsten Frau Europas zu verbinden. Ob er dann wirklich nach Genf fuhr, um der Schriftstellerin einen Antrag zu machen, ist aber fraglich. Die vorzeitige Scheidung wurde auch darauf zurückgeführt, dass Saint-Simon kein Geld mehr gehabt habe und von Sophie enttäuscht gewesen sei. Auf der anderen Seite heißt es, er habe den Rest seines Vermögens erst nachher durchgebracht und bei der Scheidung geweint und Sophie weiterhin nachgestellt. Sie ihrerseits soll den Gatten für verrückt gehalten und die versprochene Rente ausgeschlagen haben. Laut Halévy sprach Saint-Simon selten über die Ex-Gattin, „aber immer mit dem Ausdruck der Wertschätzung und des Respekts“. Von ihm selber ist nur der Satz überliefert: „(…) ich benützte die Heirat als Mittel, um die Gelehrten zu studieren (…)“

### Liebesehe mit tragischem Ausgang

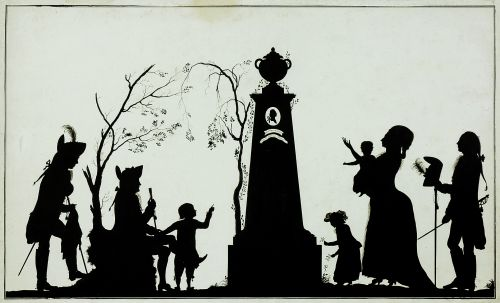
Alexandre de Bawr (dritter von links) als Knabe vor dem Grabmal seines Vaters General von Bauer.

Nach den beiden ersten Ehen, die Sophie in ihren Erinnerungen übergeht, schloss sie 1806 eine dritte mit dem fünf Jahre jüngeren, in der Schweiz erzogenen Industriellen Alexandre de Bawr (1778–1810). Dieser war ein Sohn des russischen Generalleutnants Friedrich Wilhelm von Bauer, ja Gerüchten zufolge zugleich dessen Enkel. (Einige deutsche Fassungen ihrer Romane nennen Sophie fälschlich „Generalin Bauer“.)
Nach der Hochzeit verlor Bawr sein Vermögen, das ihm 20 000 Francs Rente gesichert hatte, und wurde Bürochef in Napoleons Steuerverwaltung. 1810 setzte ein Verkehrsunfall der Liebesehe ein frühes Ende: Bawr geriet als Fußgänger unter einen Pferdewagen. Seine Witwe erhielt 2000 Francs Abfindung. Weitere 15 000 Francs überließen ihr Bawrs Gläubiger. Sie hatte nun nicht nur wieder ihren Lebensunterhalt zu verdienen, sondern auch für einen von Bawr adoptierten Jungen namens Vernier zu sorgen. Später freute sie sich an dessen Kindern, besonders am früh verstorbenen Maler Paul Vernier. Sie blieb Madame de Bawr, ließ sich aber auch Baronin oder Gräfin nennen.
Über Sophies weiteres Leben ist wenig bekannt. Prosper Blanchemain schrieb: „Sie wird Romane schreiben, aber keine mehr erleben.“ 1813 bekam sie eine Stelle als Redakteurin bei der Gazette de France, für die sie literarische Artikel verfasste. 1814/15 berichtete sie Kaiser Alexander I. von Russland über das Pariser Kulturleben, scheint dafür aber nicht mehr als eine Agraffe mit Diamanten erhalten zu haben. 1818 bewilligte ihr Ludwig XVIII. eine Pension von 600 Francs, die Karl X. 1825 auf 2100 Francs erhöhte und Innenminister Ledru-Rollin nach der Februarrevolution bestätigte. 1836 schrieb Étienne-Jean Delécluze über Sophie: „(…) sie spricht so geistreich und einfach, wie sie schreibt. Gewöhnlich ist sie leidlich heiter, obwohl ihr oft bitteres Leben fast immer übermäßig arbeitsreich war.“ Élise Gagne berichtet, dass Sophie unter Nervosität, extremen Stimmungsschwankungen und einer schwachen Gesundheit litt. Ihre Freude sei ein kleiner Garten neben ihrer Wohnung gewesen.

## Schaffen
Vgl. Werkverzeichnis.
Als Sophie bei den Grétrys wohnte, verfasste und vertonte sie Romanzen, die durch Garats Vortrag populär geworden sein sollen. Ein Teil davon ist mit Saint-Simon oder de Bawr gezeichnet, also erst nach 1801 bzw. 1806 veröffentlicht worden.

### Komödien und Melodramen
Nach der Scheidung wollte Sophie Libretto und Musik einer Opéra-comique schreiben, schreckte aber vor den „besonders dem Stolz und der Verletzlichkeit einer Frau widerstrebenden Schritten“ zurück, die eine Aufführung am Théâtre national de l’Opéra-Comique erfordert hätte. So verfasste sie eine Komödie mit dem Titel Argent et adresse ou Le petit mensonge (Geld und Verschlagenheit oder Die kleine Lüge), die am Théâtre Louvois Erfolg hatte. Der junge Derval mit seinen 1000 Écus Rente liebt ein junges Mädchen, doch Hortence soll den 50-jährigen Couprin heiraten, der noch reicher ist als sie. Das Happy End wird vom gerissenen Saint-Firmin herbeigeführt, der Couprin vorspiegelt, Derval wolle ihm zinsfrei 100 000 Francs leihen. Das erwähnte Haus führte auch Sophies zweites Stück La Matinée du jour (Der Morgen des Tages) auf, doch blieb es diesmal bei zwei Vorstellungen. Le Rival obligeant (Der zuvorkommende Nebenbuhler) wurde am Théâtre de l’Ambigu-Comique gespielt. Die beiden erfolgreicheren Komödien gingen als Werke eines Citoyen *** (Bürgers ***) bzw. M(onsieur) *** in Druck. In den Spielplänen sollen sie einem Monsieur François zugeschrieben worden sein.

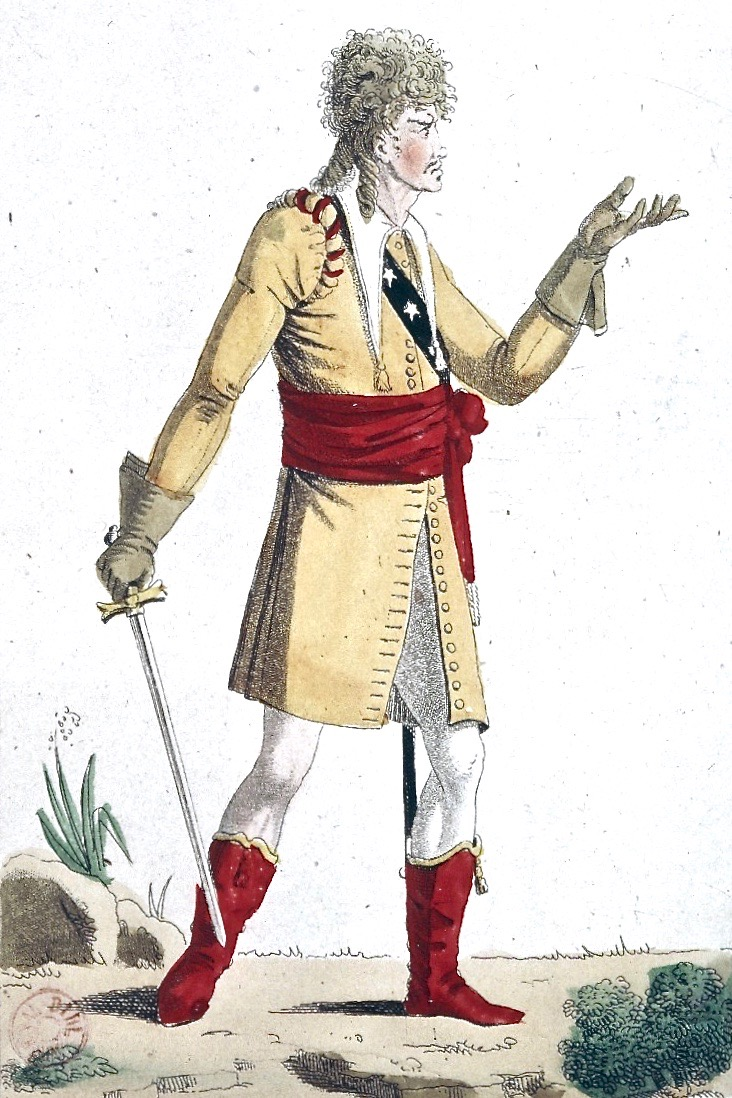
Der Schauspieler Joigny als überführter Brudermörder in Les Chevaliers du Lion.

Für das Théâtre de l’Ambigu-Comique schrieb Sophie auch Werke der neuen Kunstgattung Melodram mit selbstverfasster Musik (die aber nicht erhalten ist). Es handelt sich um Les Chevaliers du Lion (Die Löwenritter), Le Revenant de Bérézule (Der Wiedergänger von B.) und Léon ou Le Château de Montaldi (L. oder Das Schloss von M.). Am erfolgreichsten war Les Chevaliers du Lion, das im mittelalterlichen Schwaben spielt und von der Schauerliteratur inspiriert ist. Graf Conrad lässt seinen Bruder vergiften und dessen kleinen Sohn verschwinden. Anschließend beschuldigt er seine Schwägerin Clotilde der Tat und ruft die Löwenritter zu Hilfe, welche eine Art Rachejustiz ausüben. Er wird aber entlarvt und der gerechten Strafe zugeführt. Das durch komische Szenen aufgelockerte Melodram blieb zwei Jahre auf dem Spielplan. Von nun an veröffentlichte Sophie ihre Werke als M(ada)me ***.
Die Komödien L’Argent du voyage ou L’Oncle inconnu (Das Reisegeld oder Der unbekannte Onkel) und L’Oncle rival (Der Onkel als Nebenbuhler) gelangten am Théâtre de l’Odéon zur Aufführung, das zum Théâtre de Sa Majesté l’Impératrice et Reine wurde, Le double stratagème (Das doppelte Spiel) wieder am Théâtre de l’Ambigu-Comique. In L’Argent du voyage gerät
ein junger Amerikaner in Paris in schlechte Gesellschaft und verschwendet das Geld seines Onkels auf Bällen und am Spieltisch – eine Welt, die Sophie aus eigener Erfahrung kannte. In Le double stratagème merkt ein 40-Jähriger, der eine 18-Jährige heiraten will, dass deren 30-jährige Tante besser zu ihm passt – worauf sich herausstellt, dass auch seine Braut jemand andern liebt. Die Opéra-comique Un Quart d’heure de dépit (Eine Viertelstunde Ärger) wurde vom Théâtre national de l’Opéra-Comique angenommen, aber nicht aufgeführt. Danach gab Sophie ihre Bemühungen auf, sich als Komponistin zu etablieren.

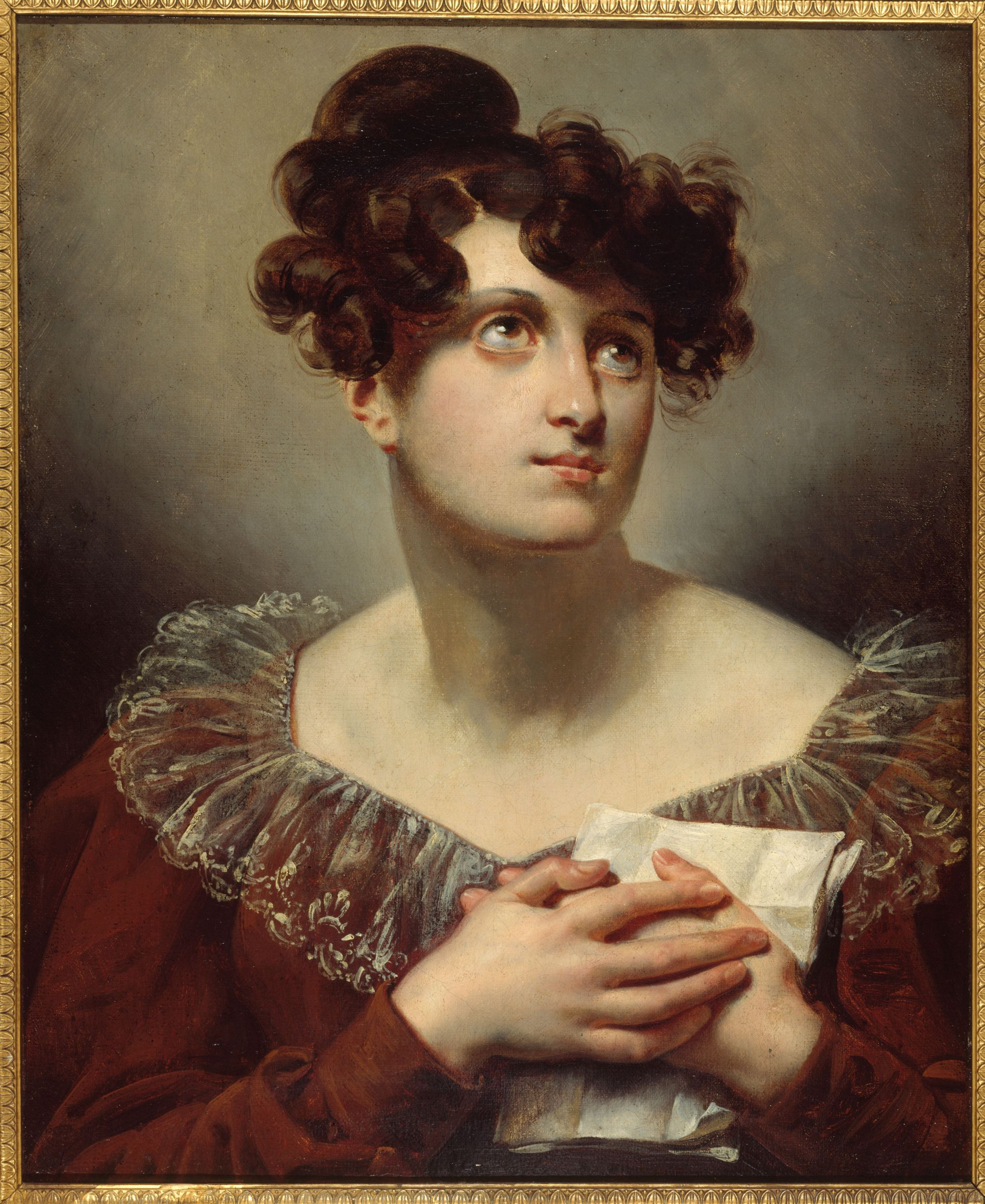
Mademoiselle Mars.

Der Schauspieler Talma riet ihr, Komödien für die Comédie-Française zu schreiben. Dort hatte sie 1813 mit La Suite d’un bal masqué (Der Prozeß oder die Folgen einer Maskerade) auf Anhieb Erfolg. Dies, weil die berühmte Mademoiselle Mars die Rolle der verwitweten Madame de Belmont übernahm, die von ihrer Freundin Madame de Mareuil mit ihrem Prozessgegner verkuppelt wird. Bis 1869 erlebte La Suite d’un bal masqué 243 Aufführungen. Julien-Louis Geoffroy schrieb, das Stück sei Marivaux ohne dessen Manieriertheit. Jules Janin nannte es „ein Fest des Geistes und des Herzens“. Laut Perry Gethner zerstörte Sophie in dem Werk traditionelle Frauenbilder – jenes der dummen, frivolen Koketten (Madame de Mareuil) und jenes der bäurischen, unerfahrenen Provinzlerin (Madame de Belmont) – und zwang das Publikum, Frauenprobleme ernster zu nehmen.
Der Erfolg aber wiederholte sich lange nicht mehr: La Méprise (Das Missverständnis) brachte es trotz Mitwirkung von Mademoiselle Mars auf ganze fünf Vorstellungen. La Correspondance (Der Briefwechsel) gar musste schon nach der Premiere zurückgezogen werden, L’Ami de tout le monde (Jedermanns Freund) nach nur zwei Vorstellungen. 1834 arbeiteten Mélesville und dessen Halbbruder Charles Duveyrier Sophies Erzählung Michel Perrin zu einer erfolgreichen Vaudeville-Komödie um. Sophie selber konnte erst 1835 mit Charlotte Brown (Baron Braunthal) nochmals einen Triumph feiern. Thema dieser Komödie, die als erste unter dem Namen M(ada)me de Bawr erschien, ist die Überwindung der Standesschranken: Ein Graf gibt eine Schusterstochter als Gräfin aus, damit sein Vater in die Heirat der beiden einwilligt. Als Mademoiselle Mars die Titelrolle abgab, erlebte das Werk fünf Umgestaltungen. Wieder aufgenommen wurde es auf Betreiben des Schauspielers Monrose, der seine Rolle als Schuster Brown liebte. Sophies letztes Stück Le petit commissionnaire (Der Laufbursche) blieb unaufgeführt, wenn auch nicht ungedruckt.
In ihren Erinnerungen beschreibt sie die Schwierigkeiten, mit denen eine Frau bei der Arbeit für die Bühne zu kämpfen hatte. Sie beklagt aber auch ihren
Mangel an Können und Wissen: „(…) ich fühlte nur zu gut, dass mir für den Entwurf und die Ausführung die Energie fehlte; weiter war es mir überhaupt nicht gegeben, jene geistreichen Worte in ein Werk einzustreuen, die Applaus hervorrufen und ein Stück bis zum Ende vorantreiben. Ich hatte nur eine gewisse Natürlichkeit in meinen schwachen Erfindungen und eine gewisse Wahrheit des Dialogs, die mich oft vor dem Durchfallen gerettet haben, aber bei weitem nicht genügten, um je auf einen brillanten Erfolg hoffen zu dürfen.“

### Romane
Den zehn Romanen, die Sophie ab 1817 veröffentlichte, sprach Gabriel Vauthier jeden literarischen Wert ab. Ihr Publikum aber fanden sie, wie Rezensionen, Neuauflagen und Übersetzungen zeigen. Während die vier Sittenromane in keinem Zusammenhang zueinander stehen, bilden die sechs historischen Romane, die unter dem Einfluss Walter Scotts entstanden und je einem Jahrhundert vom Spätmittelalter bis zur Gegenwart gewidmet sind, einen Zyklus.
Zur erstgenannten Kategorie gehört Auguste et Fréderic (Liebestand und Liebesernst), der noch mit Madame de B*** gezeichnet ist. Auguste opfert seinem Freund Frédéric Vermögen und Geliebte, wird aber mit der tugendhaften Charlotte glücklich. Die kokette Amélie hingegen betrügt Frédéric und findet die verdiente Strafe. Mit den Worten eines Rezensenten: „(…) ein Pistolenschuss (…) durchbohrt ihre schöne Brust, die sie unvorsichtigerweise in Männerkleidung gehüllt hatte, um einem ihrer Liebhaber zu folgen (…)“ In der Folge kümmert sich Charlotte um Amélies hinterlassenes Kind, und die entzweiten Freunde versöhnen sich.
Der historische Roman Le Novice (Der Novize) erzählt die Geschichte Roberts, der Mönch werden soll, aber aus Liebe zu der als Mann verkleideten Julienne unter Bertrand du Guesclin in den Kastilischen Bürgerkrieg zieht. Nachdem Juliennes Gatte in der Schlacht gefallen zu sein scheint, willigt sie ein, Robert zu heiraten. Doch der Totgeglaubte taucht wieder auf, „greift zum Dolch (…) und durchbohrt seiner Frau die Brust. Robert zieht das Schwert, stürzt sich auf den Mörder und streckt ihn zu Füßen seines Opfers nieder.“ Darauf geht er doch ins Kloster. Ein deutscher Rezensent fand die Katastrophe etwas gewaltsam herbeigeführt, einen französischen schockierte zudem, dass eine Frau als Mann unter Männern lebt und ein Mann diesen vermeintlichen Mann liebt.
Raoul, ou L’Énéide (R. und die Aeneis) hat mit Balzacs La Peau de chagrin (Das Chagrinleder) gemeinsam, dass darin ein Talisman das Geschehen bestimmt – in diesem Fall eine Ausgabe des Epos von Vergil. Der Protagonist erhält diesen Band geschenkt, verliert ihn, findet ihn wieder, verkauft ihn, um einem Freund das Leben zu retten, verliert seinetwegen eine Geliebte … Während Alida de Savignac das Werk als „lupenreinen Diamanten“ bezeichnete, kritisierte eine anonyme Rezension das Fehlen eines Bezug zur gesellschaftlichen Realität, eine andere (wie einst Saint-Simon), Sophie fehle das Interesse einer Madame de Staël an Philosophie.
In einer späteren Phase des Hundertjährigen Kriegs als Le Novice spielt Les Flavy (Die Familie Flavy). Germaine liebt ihren Cousin Regnault aus dem englischen Lager, der aber ihre Schwester Marie vorzieht. Germaine verzichtet auf ihr Glück und verhilft dem Paar zur Flucht. Ihr frankreichtreuer Vater erschlägt Regnault, wird aber seinerseits von Germaines Stiefmutter erschlagen. Am Schluss kümmert sich Germaine um das Kind von Regnault und Marie. Eine zeitgenössische Literaturkritikerin äußerte Bedauern darüber, dass es zu keinem Happy End zwischen der adligen Germaine und ihrem bürgerlichen Verehrer Richard kommt. Ein Dr. F. aus Bamberg leitete seine Besprechung des Buchs mit der Bemerkung ein, eine Schriftstellerin trompete gleich einem singenden Schwan den Tod ihrer Weiblichkeit in die Welt.

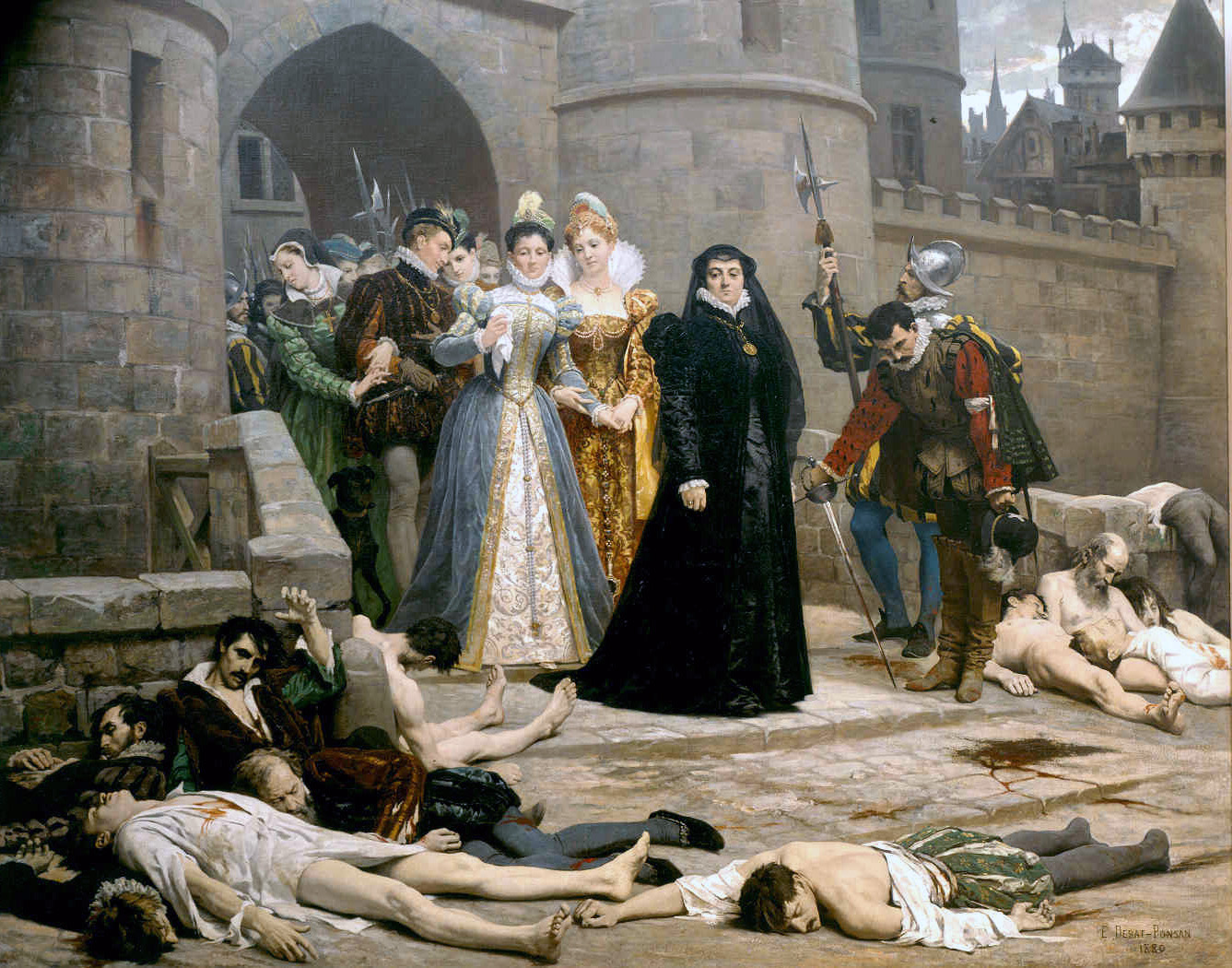
Katharina von Medici nach der Bartholomäusnacht (Debat-Ponsan).

Hintergrund von La Fille d’honneur (Das Ehrenfräulein) sind die Hugenottenkriege, welche schon Mérimée und Scribe literarisch bearbeitet hatten. Karl IX. hängt an Antoinette, einem Ehrenfräulein seiner Mutter Katharina von Medici. Antoinette aber liebt den Protestanten Octave, dem sie in der Bartholomäusnacht das Leben rettet. Ein Waffenstillstand im Glaubenskrieg ermöglicht die Vereinigung der Liebenden. La fille d’honneur erschien außer in deutscher auch (mit Illustrationen) in englischer Übersetzung.
Robertine im gleichnamigen Sittenroman entstammt einer Mesalliance. Ihre adlige Großtante lässt die Siebenjährige nur unter der Bedingung auf ihr Schloss, dass sie ihr nie vor Augen tritt. Die Kammerfrau der Marquise hat zwar ein Interesse daran, dass der Vater Robertines enterbt wird, doch gelingt es dem Aschenputtel, das Herz der alten Jungfer zu rühren, so dass sie das Testament ihrer Herrin vernichtet. Schließlich erreicht es sogar, dass die Großtante seinem Vater vergibt. François Barrière erklärte diesen Roman ohne Liebesgeschichte für Sophies besten. Ein anderer Rezensent des Buchs sprach sie vom „Hermaphroditismus“ anderer Schriftstellerinnen frei.
Die Titelheldin von Sabine wächst bei Mademoiselle de Montpensier auf, im Lager der Fronde gegen Ludwig XIV. Sie fällt auf den Frauenhelden Étienne herein, während sie für den redlichen Albert nur geschwisterliche Zuneigung empfindet. Als sie ihrer Herrin ins Exil folgt, sieht sie Étienne wieder, der sie aber kalt behandelt und später eine andere heiratet. Nach Paris zurückgekehrt, findet sie in Albert einen würdigeren Gatten. In der Bibliographie catholique hieß es, das Werk sei „wie alle Bücher von Frauen sentimental“ und zwar bis zur Grenze, wo Gefahr drohe.
Sophies letzte historische Romane Un mariage de finance (Eine Geldheirath) und La famille Récour (Die Familie R.) verbindet, dass ein getrenntes Paar eine zweite Chance erhält. Un mariage de finance spielt im 18. Jahrhundert. Die Bürgerliche Félicité heiratet den schönen Marquis Auguste und frönt in Nachahmung des Adels der Libertinage. Ihre arme Cousine Apolline wird aus dem Haus gewiesen und schließt eine Vernunftehe mit einem alten Herzog. Nachdem dieser und Félicité gestorben sind, heiraten Auguste und Apolline.
La famille Récour schildert Empire und Restauration. Paul Récour verliert sein Erbe und die geliebte Marie an einen unwürdigen Cousin. Aus einer Mischung von Dankbarkeit und Mitleid nimmt er die törichte Tochter seines Arztes zur Frau. Am Ende heiraten nicht nur Paul und Marie, die nach dem Tod ihrer Partner wieder frei sind, sondern auch Maries Sohn und Pauls Tochter. Ein britischer Rezensent bezeichnete das Buch als bestes der Serie, nur der Schluss falle ab.
Den Sittenroman Une existence parisienne (Ein Pariser Leben) veröffentlichte Sophie mit 86 Jahren. Sein Protagonist Gustave verarmt, muss deswegen auf seine Jugendliebe Micheline verzichten und wird Sekretär eines blinden Philanthropen. Dann verarmt Micheline ebenfalls. Gustaves Mentor Saint-Léon schenkt seinem Schützling 200 000 Francs aus der Erbschaft eines Onkels. So können Gustave und Micheline heiraten. John Lemoinne spottete, das Buch schildere eine Welt ohne Erbsünde, dafür mit rechtzeitig sterbenden Erbonkeln.

### Andere Schriften

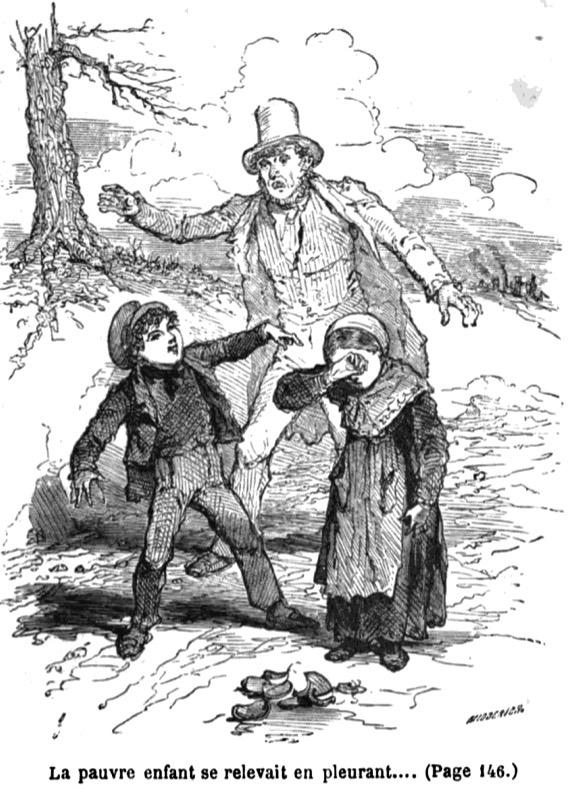
Illustration aus Nouveaux contes pour les enfants (Bertall).

Ihre ersten Erzählungen veröffentlichte Sophie unter dem Titel Histoires fausses et vraies (Falsche und wahre Geschichten). Gavarni illustrierte La romance de Nina (Die Romanze von N.), Monnier La Garde (Die Krankenwärterin), Bertall die Nouveaux contes pour les enfants (Neue Geschichten für Kinder). Den Erzählungsband Soirées des jeunes personnes (Abendunterhaltungen junger Leute)  zeichnete die Académie française mit einer Medaille im Wert von 2000 Francs aus. Die freie Übersetzung von Fanny Burneys Roman Cecilia wurde ins Deutsche weiterübersetzt.
Sophie verfasste außerdem drei Teile einer Encyclopédie des dames (Enzyklopädie für Frauen), nämlich Cours de littérature ancienne (Kurs der alten Literatur) nach La Harpe, Histoire de Charlemagne (Geschichte Karls des Großen) und Histoire de la musique (Geschichte der Musik). Ihre nicht unkritische Beschäftigung mit Karl dem Großen hängt vielleicht damit zusammen, dass sich ihr Exgatte Saint-Simon für dessen Abkömmling hielt. Die Histoire de la musique, welche möglicherweise auf Vorarbeiten von Jean-Baptiste Pujoulx basiert, trug ihr den Titel der ersten Musikhistorikerin ein. Das Buch wurde ins Deutsche und (ohne Nennung der Autorin) ins Italienische übersetzt. Es erwähnt keine einzige Komponistin.
Unter dem Titel Mes souvenirs veröffentlichte Sophie Erinnerungen, die eher eine seriöse Anekdotensammlung als eine Autobiografie darstellen. Ein britischer Rezensent schrieb, ihre flüchtigen Skizzen der Gesellschaft des Directoire vermittelten eine bessere Vorstellung von den Auswirkungen der Revolution als seitenlange Abhandlungen. Persönlichkeiten ihrer Bekanntschaft schildert Sophie mit großer Schonung, Persönliches gibt sie nur ganz punktuell preis. Das Ende ihrer Theaterkarriere begründet sie damit, dass das schwache Geschlecht – abgesehen von Ausnahmen wie Madame de Staël oder George Sand – auch bei Zugang zu Bildung nichts Großes schaffen könne. Um als Bühnenautor zu bestehen, müsse man Festigkeit, Mut und Beharrlichkeit haben – kurz, ein Mann sein.

## Werkverzeichnis

### Romanzen
- Le retour, ohne Jahr[175]
- La déclaration (Dis-moi ce que j’éprouve en approchant de toi?), ohne Jahr[176]
- Le besoin d’aimer (D’aimer besoin puissant), Text von Madame Viot[177], ohne Jahr[178]
- Enfant des bois et des montagnes, ohne Jahr[179]
- J’étais heureux à ce temps d’innocence, Text von Boucher, ohne Jahr[180]
- À la mémoire d’un être chéri, Musik von Adolphe Salomon und F. Cardon, ohne Jahr[181] (Digitalisat)

### Bühnenwerke
| Jahr | Titel                                  | Gattung                              | Uraufführung | Theater                             | Ausführende                                     | Druck                                                                             |
| ---- | -------------------------------------- | ------------------------------------ | ------------ | ----------------------------------- | ----------------------------------------------- | --------------------------------------------------------------------------------- |
| 1802 | Argent et adresse ou Le petit mensonge | Comédie, 1 Akt                       | 9. April     | Théâtre Louvois                     | Comédiens de l’Odéon                            | Par le Citoyen *** (Digitalisat)                                                  |
| 1802 | La Matinée du jour                     | Comédie, 1 Akt                       | 19. Mai      | Théâtre Louvois                     |                                                 | –                                                                                 |
| 1803 | Le Rival obligeant                     | Comédie, 1 Akt                       | 5. Juli      | Théâtre de l’Ambigu-Comique         |                                                 | Par M. *** (Digitalisat)                                                          |
| 1804 | Les Chevaliers du Lion                 | Mélodrame, 3 Akte, à grand spectacle | 4. Juni      | Théâtre de l’Ambigu-Comique         |                                                 | Par Madame ***, Ballets de M. Richard (Digitalisat); 2. Ausg., 1812 (Digitalisat) |
| 1805 | Le Revenant de Bérézule                | Mélodrame, 3 Akte                    | 26. Juni     | Théâtre de l’Ambigu-Comique         |                                                 | –                                                                                 |
| 1809 | L’Argent du voyage ou L’Oncle inconnu  | Comédie, 1 Akt                       | 1. Mai       | Théâtre de l’Odéon                  | Comédiens ordinaires de S. M. l’Impératrice     | anonym (Digitalisat)                                                              |
| 1811 | L’Oncle rival                          | Comédie, 1 Akt                       | 17. Januar   | Théâtre de S. M. l’Impératrice      |                                                 | Par Madame *** (Digitalisat)                                                      |
| 1811 | Le double stratagème                   | Comédie, 1 Akt                       | 23. Juli     | Théâtre de l’Ambigu-Comique         |                                                 | anonym (Digitalisat)                                                              |
| 1811 | Léon ou Le Château de Montaldi         | Mélodrame, 3 Akte, à spectacle       | 22. Oktober  | Théâtre de l’Ambigu-Comique         |                                                 | Paroles et Musique de Mme ***, Ballet de M. Millot (Digitalisat)                  |
| 1813 | La Suite d’un bal masqué               | Comédie, 1 Akt                       | 9. April     | Comédie-Française                   | Comédiens ordinaires de S. M. l’Empereur et Roi | Par *** (Digitalisat); niederländisch (Digitalisat)                               |
| 1813 | Un Quart d’heure de dépit              | Opéra-comique, 1 Akt                 | –            | Théâtre national de l’Opéra-Comique |                                                 | –                                                                                 |
| 1815 | La Méprise                             | Comédie, 1 Akt                       | 22. November | Comédie-Française                   |                                                 | anonym (?)                                                                        |
| 1825 | La Correspondance                      | Comédie, 1 Akt                       | 16. Februar  | Comédie-Française                   |                                                 | –                                                                                 |
| 1827 | L’Ami de tout le monde                 | Comédie, 3 Akte                      | 6. Oktober   | Comédie-Française                   |                                                 | –                                                                                 |
| 1835 | Charlotte Brown (Baron Braunthal)      | Comédie, 1 Akt                       | 7. April     | Comédie-Française                   |                                                 | Par Mme de Bawr (Digitalisat); deutsch (Digitalisat)                              |
| 1838 | Le petit commissionnaire               | Proverbe, 1 Akt                      | –            |                                     |                                                 | Par Mme de Bawr                                                                   |

### Sittenromane
- Auguste et Frédéric, 2 Bände, 1817 (1/2: Digitalisat); neue Ausg., 1845; deutsch, 1818: Liebestand und Liebesernst (Digitalisat).
- Raoul, ou L’Énéide, 1832 (Digitalisat); neue Ausg., 1854, 1862 (Digitalisat).
- Robertine, 1842 (Digitalisat); neue Ausg., 1854, 1862; deutsch, 1845 (Digitalisat).
- Une existence parisienne, 3 Bände, 1859 (1: Digitalisat; 2: Digitalisat; 3: Digitalisat).

### Historische Romane
- Le Novice, roman du XIVe siècle, 4 Bände, 1829, neue Ausg., 1830 (1/2: Digitalisat; 3/4: Digitalisat).
- Les Flavy, roman du XVe siècle, 2 Bände, 1838; deutsch, 2 Theile, 1839: Die Familie Flavy (1: Digitalisat).
- La Fille d’honneur, roman du XVIe siècle, 2 Bände, 1841 (1: Digitalisat; 2: Digitalisat); deutsch, 1842: Das Ehrenfräulein (Digitalisat); englisch, 1845: The Maid of Honour (Digitalisat).
- Sabine, roman du XVIIe siècle, 2 Bände, 1844 (1: Digitalisat; 2: Digitalisat).
- Un mariage de finance, roman du XVIIIe siècle, 2 Bände, 1847 (1: Digitalisat; 2: Digitalisat); deutsch: Eine Geldheirath, 2 Bände (1: Digitalisat).
- La famille Récour, roman du XIXe siècle, 2 Bände, 1849 (1: Digitalisat; 2: Digitalisat).

### Erzählungen
- Histoires fausses et vraies, 1834: Louise, Michel Perrin, Une réjouissance en 1770, La Mère Nacquart, Rose et Thérèse, Le Schelling, Maria Rosa; neue Ausg. unter dem Titel Nouvelles, 1854; deutsch, 1837: Rosa und Therese, Mutter Nacquart  (Digitalisat).
- La romance de Nina, 1835.
- La Garde (Les Français peints par eux-mêmes), 1840 (Digitalisat): deutsch, 1841: Die Krankenwärterin (Die Franzosen der neuesten Zeit) (Digitalisat).
- Le petit faiseur de tours, 1846[185].
- L’Enfant paresseux, 1846[186].
- Soirées des jeunes personnes, 1852: Le défaut d’ordre, La romance de Nina, Les deux orphelines, La peureuse, L’insolente, La bonne fée; neue Ausg., 1862, 1872.
- Nouveaux contes pour les enfants (Bibliothèque des chemins de fer), illustriert von Bertall, 1855: Le pièce de cent sous, Le frère et la sœur, Robert, L’Aveugle, Le petit faiseur de tours, Le Précepteur; 3. Ausg. 1867 (Digitalisat); spanisch, 1861: Nuevos cuentos para el uso de los niños (Digitalisat).

### Übriges
- Artikel in der Gazette de France, ab 1813.
- Cours de littérature ancienne, extrait de La Harpe (Encyclopédie des dames), 2 Bände, 1821.
- Histoire de Charlemagne (Encyclopédie des dames), 1821, neue Ausg., 1829 (Digitalisat).
- Histoire de la musique (Encyclopédie des dames), 1823 (Digitalisat); deutsch,  1826: Geschichte der Musik (Digitalisat); italienisch, 1826: Saggio storico della musica (Digitalisat).
- Grétry (Le plutarque français), 1840 (Digitalisat); neue Ausg., 1847 (Digitalisat).
- Mémoires d’une héritière (Bearbeitung von Fanny Burney: Cecilia, or Memoirs of an Heiress, 5 Bände, 1782), 6 Bände, 1852 (1: Digitalisat; 2: Digitalisat; 3: Digitalisat; 4: Digitalisat; 5: Digitalisat; 6: Digitalisat); deutsch, 5 Theile, 1853: Cäcilie, Denkwürdigkeiten einer reichen Erbin (1: Digitalisat; 2: Digitalisat; 3: Digitalisat; 4: Digitalisat; 5: Digitalisat).
- Mes souvenirs, 1853 (Digitalisat); neue Ausg., 1854.